# Datorspelsåret 1987

## Händelser

### Okänt datum
- Activision köper Infocom.
- Electronic Arts köper Batteries Included.
- Electric Transit läggs ned.

## Spel släppta år1987

### Arkadspel
- After Burner

### Famicom
- Final Fantasy I
- Rockman[1]

### Nintendo Entertainment System
- 15 maj: Super Mario Bros lanseras i Europa.
- The Legend of Zelda II: The Adventure of Link

### Fotnoter
1. ↑  Mads Madsen (17 december 2012). ”Street Fighter x Mega Man kommer online samtidig med, at Mega Man fylder 25” (på danska). Eurogamer. Arkiverad från originalet den 21 februari 2014. https://web.archive.org/web/20140221215157/http://www.eurogamer.dk/articles/2012-12-17-street-fighter-x-mega-man-kommer-online-samtidig-med-at-mega-man-fylder-25. Läst 10 februari 2014.